# Tell es-Safi
Tell es-Safi és un dels parcs nacionals d'Israel que inclou un jaciment arqueològic amb restes de l'antiga Gat, d'una fortalesa dels croats i d'una vila palestina. Està situat al vessant sud de Wadi 'Ajjur, a 35 km al nord-est d'Hebron.
Les investigacions arqueològiques efectuades al turó (tell) han mostrat que el lloc ha estat habitat des del cinquè mil·lenni abans de Crist. Es creu que es tracta de la ciutat esmentada a la Biblia amb el nom de Gat. En el Mapa de Madaba, del segle vi, aquest lloc té el nom de Saphitha. Els croats l'anomenaven Blanche Garde, que vol dir si fa no fa, el mateix que la traducció del nom actual «el turó blanc». La vila és esmentada pels geògrafs àrabs dels segles XIII i XVI. Durant l'època de l'Imperi Otomà, formà part del districte de Gaza. En temps moderns s'hi construïren cases de maons assecats al sol, els vilatans eren de religió musulmana i conreaven cereals i horts; fou una vila dels palestins, els quals foren expulsats i es traslladaren a Hebron durant la guerra araboisraeliana de 1948 per ordre de Shimon Avidan, comandant de la Brigada Givati.

## Localització i geografia
Tell es-Safi s'alça a 300 m sobre la plana de Pleshet i a 210 metres sobre el nivell del mar. Els vessants blancs que el caracteritzen li donen el nom, els quals poden ser vistos des del nord i l'oest a hores de distància. Tell es-Safi està situat entre les ciutats d'Ascaló i Betxèmeix. Potser el segon tret que més caracteritza el seu paisatge siguin els jaciments arqueològics, ja que és un dels indrets d'Israel amb més restes de l'edat del bronze i de l'edat del ferro.

## Història
Les excavacions arqueològiques a Tell es-Safi s'iniciaren el 1996 i han demostrat que el lloc ha estat habitat permanentment des del Calcolític fins a l'època moderna.

### Edat del bronze i edat del ferro
L'evidència estratigràfica assenyala l'existència d'un assentament humà entre els acabaments de l'edat del bronze i els començaments de l'edat del ferro (períodes I i II). Hi havia una ciutat gran en l'edat del ferro, que estava envoltada per un fossat artificial fet com a element defensiu.
Actualement està àmpliament acceptat que Tell es-Safi fou la ciutat dels filisteus anomenada Gat. Antigament aquesta teoria fou posada en dubte per W. Albright, per la proximitat amb Tel Miqne (Ecron), però les excavacions més recents han aportat més proves a favor d'identificar Tell es-Safi amb Gat. Segons ha escrit Schniedewind, la principal raó per la qual Gat fou tan important per als filisteus al segle viii aC fou la posició geogràfica a dalt d'un turo, que facilitava la defensa en cas d'atac. Albright argumentava que Tell es-Safi estava massa a prop a Tel Miqne/Ecron per poder-la identificar amb Gat i és cert que ambdós llocs només estan a 8 km l'un de l'altre. Tanmateix, això sembla ara una qüestió insignificant, ja que no hi ha dubte que tant Tell es-Safi com Tel Miqne foren llocs pròspers entre mitjans de l'edat del bronze i l'edat del ferro. La veritable qüestió és com explicar aquesta proximitat. En primer lloc, aquesta zona plana a prop de la costa és ideal per als conreus i això per sí sol ja explicaria perquè hi havia dos assentaments humans tan junts. Per altra banda, no se'n pot estar segurs que les dues viles existissin simultàniament en la mateixa època o que les dues tinguessin la mateixa importància. La bibliografia que les esmenta suggereix que Gat florí a finals de l'edat del bronze fins que els assiris la destruïren en l'edat del ferro a finals del segle viii aC; les retes trobades a Ecron pertanyen al segle vii aC, quan els assiris l'ocuparen i en feren un centre agrícola i administratiu (Dothan i Gitin 1993).
Segons els informes del 2010, els arqueòlegs israelís han descobert un temple dels filisteus i proves d'un gran terratrèmol que es produí en l'època de la Biblia. Altres troballes importants són les proves de la destrucció de Gat per Hazael rei d'Aram a Damasc vers el 830 aC, en l'estrat més antic, que pertany a un dels assentaments filisteus de Canaan. Les proves de datació per radiocarboni efectuades el 2015 han corroborat l'existència de material de la cultura dels filisteus en aquest.

### Període romà d'Orient
Quan aquest lloc formà part de l'Imperi Romà d'Orient el nom que tenia, segons el mapa de Madaba era Saphitha.

### Període croat i aiúbida
Durant les croades, auest lloc s'anomenà Blanchegarde, («Blanc esguard»), pel tipus de roca blanca que caracteritza la part alta del turó. El 1142 el rei Folc de Jerusalem hi feu construir un castell, que Saladí desmantellà quan el conquerí el 1191, però fou reconstruït per ordre de Ricard Cor de Lleó el 1192. Aquest rei anglès gairebé fou capturat mentre passava inspecció a les seves tropes en la rodalia. Poc després Blanchegard tornà a ser conquerida pels musulmans. Les restes d'aquell castell de planta quadrada i les seves quatre torres s'aprofitaren per fer el pou de la vila que es construí al segle xix.
Yaqut al-Hamawí, escriví en la dècada del 1220 una descripció del lloc, dient que era una fortificació propera a Bayt Jibrin, de la zona de Ramla.

### Període mameluc
El geògraf àrab Mujir-ad-Din al-Ulaymí esmentà aquest lloc en un text de vers el 1495 en què consta com a població de la jurisdicció administrativa de Gaza.

### Període otomà
La vila fou incorporada a l'Imperi Otomà el 1517 juntament amb tota Palestina, i el 1596 apareix el seu nom en els registres de taxes (defter) pertanyent al subdistricte (nàhiya) de Gaza de la regió Gaza Sanjak, amb una població de 88 llars musulmanes; cosa que s'estima devien ser 484 persones. Els vilatans pagaven una taxa fixa del 25% sobre els conreus, els quals eren de blat, ordi, sèsam i arbres fruiters. La seva economia es complementava amb ramats de cabres i ruscs de mel; un total de 13.300 akçes.
El 1838 Edward Robinson esmentà Tell es-Safieh com a vila musulmana localitzada en el districte de Gaza. Segons la descripció que en va fer era «...un isolat turó o elevació de forma oval que s'estén de nord a sud sobre la plana, amb la part més alta cap al sud. La vila ocupa la part central, més enfonsada.» El xeic Muhammed Sellim, pertanyia a la família Azzeh de Bayt Jibrin. Quan la família prengué part en la rebel·lió del 1834, el pare i l'oncle foren decapitats i a la resta de la família se'ls obligà a anar a viure a Tell es-Safi.
El 1863 l'explorador Victor Guérin visità el lloc i trobà que hi havia dos santuaris dedicats a personatges musulmans. En una llista de poblacions otomanes del 1870 consta que hi havia 34 cases i una població de 165, tot i que en aquells temps el recomte només incloïa els homes.
El 1883, una secció de la societat arqueològica Palestine Exploration Fund, Survey of Western Palestine, descriví Tell al-Safi com una vila construïda amb maons de tova i amb un pou, situada en una vall cap al nord. James Hastings anotà que aquesta vila contenia un santuari musulmà.
El 1896 s'estima que la població de Tell es-safije era d'unes 495 persones.

### Període del mandat britànic
En el cens de Palestina del 1922 efectuat per les autoritats del Mandat Britànic, Tal al-Safi tenia una població de 644 habitants, tots musulmans, que augmentà a 925 en el següent cens, fet el 1931, també musulmans, i un total de 208 cases habitades.
Els residents de Tell al-Safi tenien una mesquita, un mercat i un santuari dedicat a un savi anomenat Shaykh Mohammad. Segons les estadístiques del 1945, la població era de 1.290, tots ells musulmans, i l'extensió era de 27.794 dúnams, de les quals 19.716 dúnams s'empraven en el conreu de cereals, 696 dúnams eren horts i 68 dúnams estaven classificats com a àrea urbanitzada.

### Des del 1948
El 1948, Tell es-Safi fou el lloc destinat a dones i nens enviats pels camperols de Qastina, però tornaren en descobrir que no hi havia prou aigua per abastir les necessitats de tots els nouvinguts.
El 7 de juliol, el comandant de la Brigada Givati, Shimon Avidan donà ordre al 51è Batalló de prendre l'àrea on era Tall al-Safi i «"destruir, matar i foragitar els refugiats acampats en la zona, per tal d'evitar la introducció d'infiltrats enemics de l'est a través d'aquesta important posició."» Segons l'historiador Benny Morris, la natura d'aquesta ordre donada per escrit i, suposadament, acompanyada d'explicacions orals, probablement deixava poc dubte en les ments dels membres del batalló sobre el que Avidan volia: deixar el lloc deshabitat.
El 1992, Walid Khalidi escriví que el lloc estava cobert per vegetació natural, principalment matolls i esbarzers que creixien juntament amb cactus, palmeres datileres i oliveres. També hi havia les restes d'un pou i un safareig amb els murs mig enderrocats. Les terres de la rodalia estaven conreades per pagesos isrraelins, que havien plantat cítrics, gira-sols i cereals. Hi havia unes quantes tendes de beduïns que passaven per la zona.
El lloc està classificat ara com a parc nacional d'Israel i jaciment arqueològic.